# Пертикара (Терни)
Пертикара је насеље у Италији у округу Терни, региону Умбрија.
Према процени из 2011. у насељу је живело 109 становника. Насеље се налази на надморској висини од 313 м.